# 87
Aquesta pàgina és per a l'any. Per al nombre, vegeu vuitanta-set.

## Esdeveniments
- Decèbal esdevé rei de Dàcia.
- Domicià i Lucio Volusio Saturnino exerceixen el consolat a Roma

## Naixements
- Potí de Lió, religiós cristià (data probable)